# Sărutul morții (mafie)
Sărutul morții (în italiană: Il Bacio della Morte) este gestul prin care un boss al mafiei sau caporegime denotă că un membru al familiei sale urmează să fie ucis, de obicei ca urmare unei acțiune care încalcă regulile mafiei. Nu se știe dacă este o practică reală sau o invenție a autorilor, dar acesta rămâne o memă culturală care apare atât în literatură, cât și în filme. Un exemplu este scena din filmul The Valachi Papers⁠(d) (1972) unde Vito Genovese (interpretat de Lino Ventura) îi dă sărutul morții lui Joe Valachi⁠(d) (interpretat de Charles Bronson) prin care denotă că familia știe de trădarea sa și că urmează să fie ucis.
De asemenea, „sărutul” a fost utilizat ca tactică teroristă⁠(d) prin care victimele șantajului sau datornicii erau cuprinși de panică și dispuși să facă orice pentru a-și salva viața.

## Origine
Originea gestului nu este cunoscută, dar o sursă italiană identifică bacio della morte drept sărutul dat asasinului ales să „execute” o condamnare la moarte. Prin sărut i se urează noroc asasinului și în același timp el reprezintă un sigiliu care consfințește înțelegerea. Unii consideră că acesta se referă la sărutul lui Iuda⁠(d). Utilizarea sa datează de la începutul secolului al XIX-lea în Sicilia.

## Fapte reale
- În timp ce se afla în închisoare, Vito Genovese i-a dat lui Joe Valachi un sărut pe obraz[7] pe care acesta l-a interpretat  drept „sărutul morții”.[8][9]

## În literatură
- The Valachi Papers⁠(d) de Peter Maas⁠(d)

## În film
- 1947 filmul Kiss of Death⁠(d) în regia lui Henry Hathaway.
- 1972 The Valachi Papers aka Cosa Nostra în regia lui Terence Young⁠(d).
- 1974 în filmul Nașul Partea a II-a produs, regizat și redactat de Francis Ford Coppola, Michael Corleone îi dă fratelui său Fredo Corleone sărutul morții după ce a descoperit că a fost trădat.
- 1986 în filmul Il camorrista în regia lui Giuseppe Tornatore, Raffaele Cutolo îl sărută pe Alfredo Canale după ce acesta comunică cu poliția.
- 1995 Kiss of Death⁠(d) regizat de Barbet Schroeder⁠(d), scenariu de Ben Hecht, Charles Lederer și Richard Price⁠(d).